# ニホンカモシカ
ニホンカモシカ (漢字表記：日本氈鹿、Capricornis crispus) は、ウシ科カモシカ属に分類される偶蹄類。単にカモシカとも呼ばれる。三重県ではニクあるいはクラシシと呼ばれる。
他にも地域により「アオジシ」「オドリジシ」という別名や「ニクバカ」や「バカジシ」といった別名もあるが、これはカモシカが好奇心旺盛で人を見ても逃げない為に捕まえやすいという事から来ている。

## 分布
日本（京都府以東の本州、四国、九州）固有種。
本州では東北地方から中部地方にかけて分布し、京都府北部、鈴鹿山脈・紀伊半島などに隔離分布する。四国では主に四国山地に、九州では大分県・熊本県・宮崎県（九州山地）に分布する。

## 形態
頭胴長（体長）105 - 112センチメートル。尾長6 - 7センチメートル。肩高68 - 75センチメートル。体重30 - 45キログラム。全身の毛衣は白や灰色・灰褐色。毛衣は個体変異や地域変異が大きい。
体形はヤギに似て、四肢と前半身の筋肉が発達している。
頭骨の額は隆起する。角長8 - 15センチメートル。角は円錐形。角は雌雄両方にあり、やや後方へ湾曲して基部に節があるが、ニホンジカと異なり抜けない。耳長9 - 11センチメートル。耳介は幅広く、やや短いため直立しても耳介の先端と角の先端が同程度の高さにある。眼窩はやや小型で、涙骨の窪みは前頭骨に達しない。第2前臼歯前端から第3臼歯後端までの最大長（臼歯列長）が左右の臼歯の間の幅よりも長い。四肢は短い。眼下腺が何らかの理由で肥大化すると眼球と同程度に膨らみ、四ツ目に見えることがある。

## 分類
タイワンカモシカCapricornis swinhoeiを、本種の亜種とする説もある。体色が橙赤色の個体を亜種C. c. pryeianusとして分ける説もあったが、灰褐色の個体と橙赤色の個体が同所的に分布することなどから亜種としての有効性を疑問視する説もある。

## 生態
低山地から亜高山帯にかけてのブナ、ミズナラなどからなる落葉広葉樹林や混交林などに生息する。以前は高山に生息すると考えられていたが、生息数の増加に伴い低地にも出没するようになり、下北半島では海岸線付近でみられることもある。季節的な移動は行わない。10 - 50ヘクタールの縄張りを形成して生活し、地域や環境により変異があるがオスの方が広い縄張りを形成する傾向がある。眼下腺を木の枝などに擦り付け縄張りを主張する（マーキング）。縄張りは異性間では重複するが同性間では重複せず、同性が縄張りに侵入すると角を突き合わせて争ったり追い出す。単独で生活し、4頭以上の群れを形成することはまれ。木の根元・斜面の岩棚・切り株の上などで休む。
広葉草本、木の葉、芽、樹皮、果実などを食べる。下北半島では114種、飛騨山脈ではササ属Sasaやスゲ属を含む95種の植物種を食べていた報告例がある。日光国立公園でのメスの遺骸の胃内容物調査では同定が可能なものはチシマザサとナナカマドが多く、オオカメノキ・クロベ・コメツガ・カエデ属・地衣類などが検出された例もある（クロベ・コメツガについては地衣類を食べた際に樹皮や落葉を副次的に摂取したとする意見もある）。積雪時には前肢で雪を掘り起こして食物を探す。
感染症はパラポックスウイルス属（主にオーフウイルス）による、伝染性膿疱性皮膚炎が挙げられる。パラポックスウイルスによる感染は1976年に秋田県で確定診断が報告（1973年に岩手県で確定診断ではないものの感染・感染した可能性のある個体の報告例がある）されて以降は日本各地で散発的な流行が見られ、1982年までに東北地方6県、後に関東地方、2012年には京都府・和歌山県にかけて感染地域が拡大している。直接接触だけでなく、パラポックスウイルスは環境抵抗性が強いことからマーキングや繁殖行動で擦りつけた箇所から他の個体へ伝搬していると考えられている。例として岐阜県では1981 - 1983年の冬季の調査では153頭で全て陰性反応だったが、1983 - 1984年では189頭のうち1頭が陽性反応、1984 - 1985年では237頭のうち75頭で陽性反応が見られた。感染した個体は口唇・耳介・眼の周囲・蹄の間などに赤色丘疹・結節・び爛・痂皮を形成し、潰瘍や腫瘍にまで発展することもある。患部を木などに擦りつけることで傷つき、ウイルスの感染の増大や寄生虫・ウジなど昆虫による二次感染の危険性が増大する。口唇の感染による摂食困難・蹄間の感染による歩行困難などにより衰弱し、肺炎の併発や二次感染によって重症化し死に至ることもある。本州および九州では疥癬の感染が報告されている。岐阜県で1981 - 1983年に捕殺された455頭の抗体検査では、414頭のうち25頭でトキソプラズマ、156頭のうち20頭でレプトスピラ症（反応したのは全てワイル病抗原）、197頭のうち21頭でオウム病の抗体が検出された報告例もある。
一夫一妻で繁殖力は強くない。繁殖様式は胎生。10 - 11月に交尾を行う。妊娠期間は215日。5 - 6月に主に1回に1頭の幼獣を産むが、複数頭を出産することや毎年出産することは少ない。幼獣は生後1年は母親と生活する。生後1年以内の幼獣の死亡率は約50 %で、特に積雪が多い年は死亡率が高くなる。オスは生後3年で性成熟し、メスは生後2 - 5年（平均4年）で初産を迎える。寿命は15年だが、雌雄共に20年以上生きた個体もいる。飼育下での記録は33歳（立山博物館カモシカ園「クロ」）である。
好奇心が強く、人里に降りてくることがある。人に向かって攻撃的な行動を示すことはないとされているが、角で人間を突いた事例がある。
竹の棒で頭を叩かれても怯まなかったという報告がある。

## 人間との関係
現代日本では保護の対象とされているが、駆除された個体が許可を得たうえで食用とされたり毛皮が利用されたりすることもある。長野県の樋口五反田遺跡で1972年から翌年までに行われた調査では、弥生時代の住居跡から火を通した本種の骨の発掘例があり、少なくともこの地域では弥生時代にはすでに食用とされていた可能性もある。
1973年に岐阜県、1974年からは長野県でも林業に対する食害防止のため駆除が進められている。
1950年代までは、密猟も含めた乱獲により生息数が減少していた。1950年代以降は密猟を防止する試みが進められ、生息数が増加した。1950 - 1970年代にかけての針葉樹の植林も、食物を提供することになり生息数増加に寄与した可能性が示唆されている。2020年の時点では生息数は安定し、種としての絶滅のおそれは低いと考えられている。1934年に国の天然記念物、1955年に特別天然記念物に指定されている。1978年に報告された環境省による調査では分布域は約35,000平方キロメートルで、生息数は75,000 - 90,000頭と推定されている。新潟県笠堀の生息地は天然記念物に指定されている。
九州地方のカモシカ
九州では分布は低標高で拡大傾向にあるが元々分布していた地域では確認されず、生息数や生息密度も減少・低下傾向にある。詳細として分布メッシュ数が1987 - 1988年度は304、1994 - 1995年度は414、2002 - 2003年度は759、2011 - 2012年度は873という報告例がある。分布メッシュからの推定生息数 - 隣接メッシュも含む推定生息数は、1994 - 1995年度は1,148 - 2,208頭、2002 - 2003年度は489 - 643頭、2011 - 2012年度は566 - 812頭という報告例がある。生息密度は1平方キロメートルあたりで1987- 1988年度は1.97頭、1994 - 1995年度は2.08頭、2002 - 2003年度は0.53頭、2011 - 2012年度0.62頭という報告例がある。ニホンジカの高標高地への分布拡大による植生の破壊および競合、疥癬などの感染症、シカ防除用のネットによる混獲などにより生息数は減少している。
絶滅のおそれのある地域個体群（環境省レッドリスト）
四国地方のカモシカ
徳島県と高知県の教育委員会による調査では、2003 - 2011年にかけて生息密度が1平方キロメートルあたりで1.4頭から0.1頭まで減少したという報告例がある。人工林の老齢化や、ニホンジカの生息数増加に伴う植生の変化が影響していると考えられている。
絶滅のおそれのある地域個体群（環境省レッドリスト）
紀伊山地のカモシカ
ニホンジカの生息数増加に伴う、植生の変化による影響が懸念されている。2008 - 2009年度における生息数は2,500頭、2016 - 2017年度における生息数は784頭と推定されている。
絶滅のおそれのある地域個体群（環境省レッドリスト）
鈴鹿山地のカモシカ
生息が確認できたメッシュ数が2006 - 2007年度は182だったが2014 - 2015年度は62に減少し、生息密度も1平方キロメートルあたりで2006 - 2007年度は0.8頭だったが、2014 - 2015年度は0.5頭と減少したいう報告例がある。ニホンジカの生息数増加や、植生の変化が影響していると考えられている。
絶滅のおそれのある地域個体群（環境省レッドリスト）
日本では1965年に、日本カモシカセンターが初めて飼育下繁殖に成功した。繁殖に成功したメスは1964年にも繁殖例があるものの、1963年に脱走中に妊娠したとみなされたため飼育下繁殖とはされなかった。日本国外では1879年にロンドン動物園で飼育された記録がある。アメリカ合衆国では1976年にロサンゼルス動物園で初めて成体が飼育され、1980年には飼育下繁殖にも成功した（幼獣は生後1か月で死亡）。オーストリアでは1984年にペアがウィーンのシェーンブルン動物園で飼育される予定だったが、メスは輸送中に死亡・オスおよび代替のメスも1985年に死亡している。中華人民共和国には1972年のジャイアントパンダ提供の返礼として1973年にペアが北京動物園へ提供・飼育され、1975年以降は飼育下繁殖にも成功している。ドイツでは1986年にペアがベルリン動物園で飼育され、1987年時点でメスは妊娠していたが出産前に死亡している。
好奇心が強く、飼育下でも危険を確認するため、適度な距離まで近づいて観察する習性を持つ。触れることが難しいため、体重測定では、餌で誘導して自ら体重計に乗るよう訓練がなされている。飼育下では運動不足から蹄が伸び易く、床材を火山礫など固い材質に替えて蹄を自然に削る工夫をしている。夏の暑さ対策で換毛期に飼育担当者が冠毛の手伝いを行う場合があり、訓練を重ねた上で、ペット用のブラシに柄を取り付け、60cmほど距離を取り、給餌をしながらブラッシングを行っている。また、群れを作らず、縄張りを持つ特性から、同性同士の複数飼育が困難であり、雌雄の同居も相性を考慮する必要がある。場合によっては物理的に別居できる環境が不可欠である。子供が生まれた場合、1年の子育て期間が終わると同居ができなくなるため、移転先を見据えた繁殖計画が求められる。

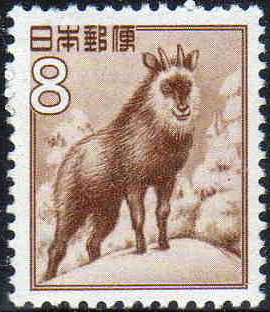
ニホンカモシカが描かれた8円切手

1952年（昭和27年）8月1日発行の8円普通切手、2015年（平成27年）2月2日発行の50円普通切手の絵柄として採用された。カモシカという名称は昔、その毛を氈（かも）と呼んでいたことによる。「氈鹿」のほかに「羚羊」という漢字を宛てることがある。別名を「アオジシ」と言い、マタギのあいだでは単に「アオ」とも呼ばれ、青色の汗をかくと言われる。他にニク、クラシシなどの別名もあり、鬼のような角をもつことから、「牛鬼」と呼ぶ地方もあるとされる。

## 画像

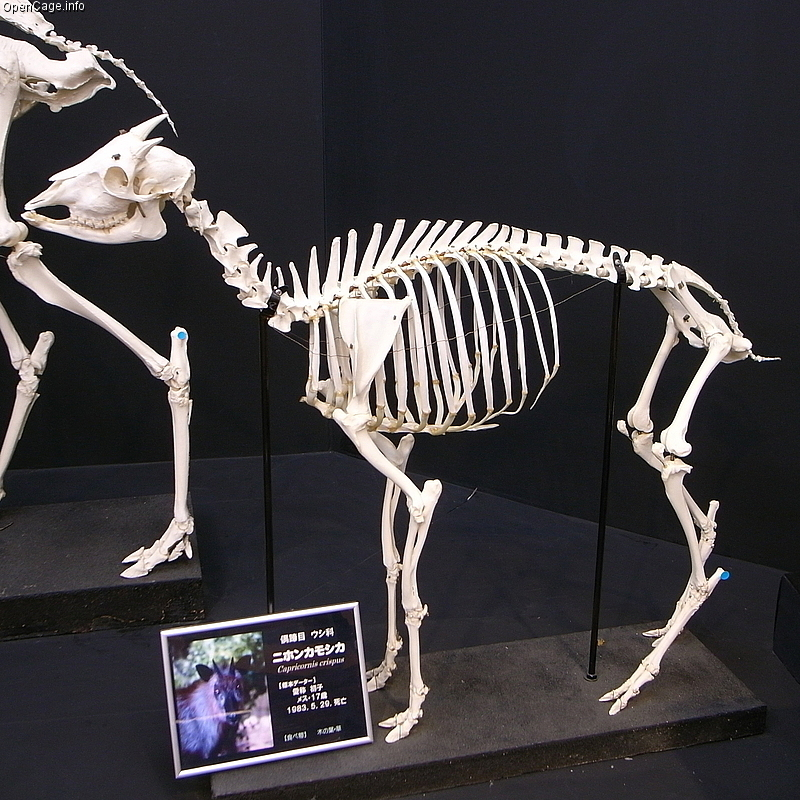
骨格
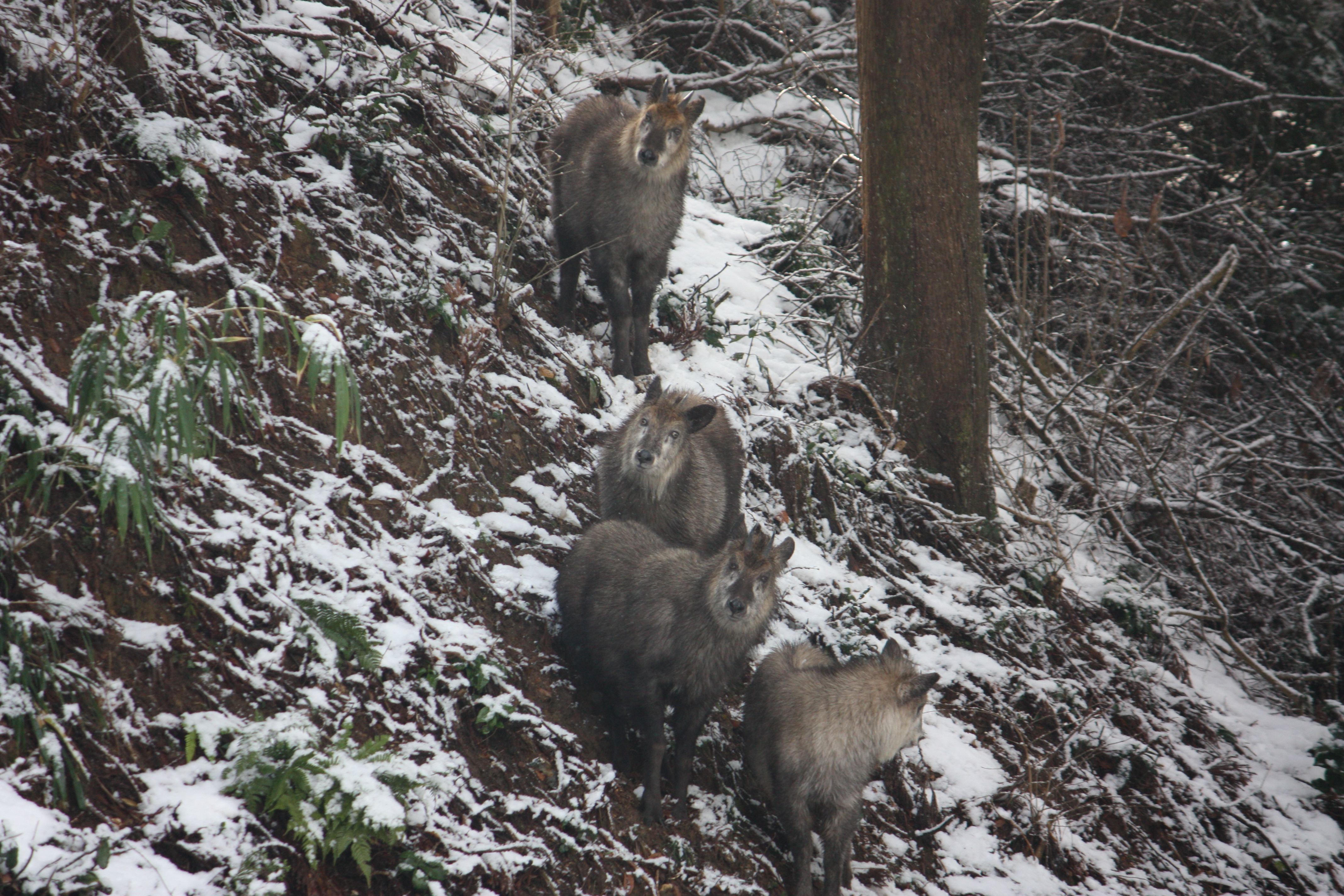
群れ
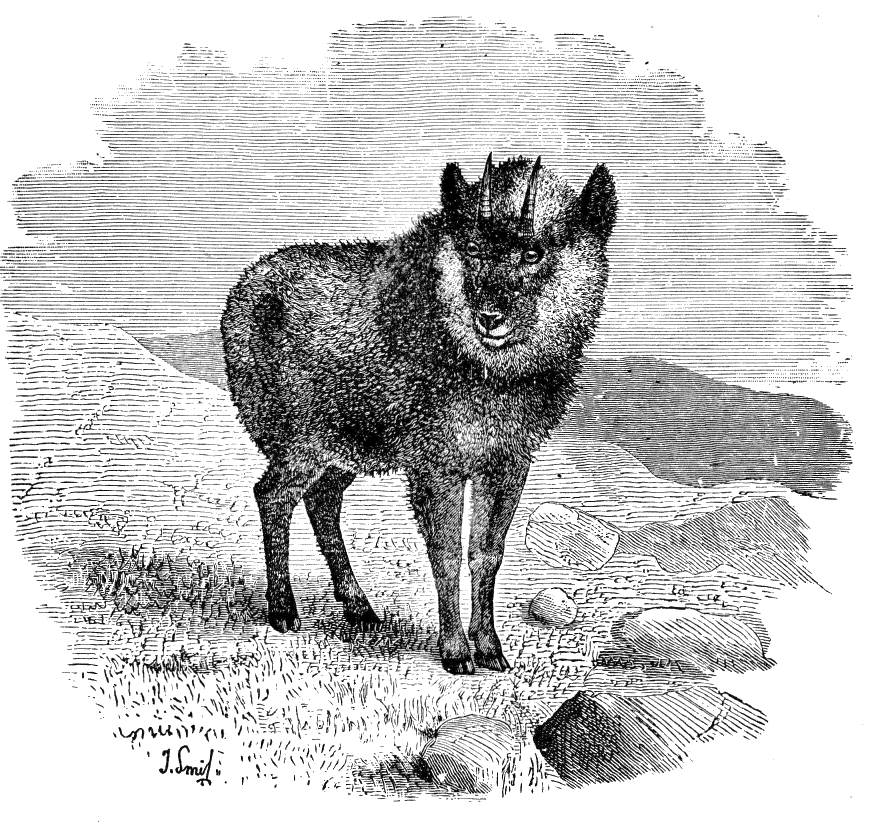
イラスト
- 動画